# Burgstall Schlossberg (Falkenberg)
Der Burgstall Schlossberg liegt 400 m östlich von Sillaching, einem Gemeindeteil der niederbayerischen Gemeinde Falkenberg im Landkreis Rottal-Inn. Die Anlage wird als Bodendenkmal unter der Aktennummer D-2-7542-0009 als „Burgstall des hohen oder späten Mittelalters (‚Schloßberg‘)“ geführt.

## Beschreibung
Der Burgstall Schlossberg (Falkenberg) liegt ca. 260 m westlich von dem Hof Binder auf dem sog. Schlossberg. Hier befindet sich ein nach Westen zum Rimbachtal vorstoßender Geländerücken mit dem mehrgliedrigen Burgstall. Das Kernwerk bildet im Westen ein steil geböschter Burgkegel von 12 bis 15 m Höhe. Auf diesem befindet sich ein ovales Plateau mit 23 m (in Ost-West-Richtung) und 10 m (in Nord-Süd-Richtung). Den westlichen Fuß des Burgkegels umschließt im Hang ein Graben mit vorgeschüttetem Graben von 35 m Länge. Die Nord-, Ost- und Südostseite wird gegen das leicht ansteigende Hinterland von einem Graben durchzogen, dessen Außenböschung zu einem Wall ansteigt, der im Südosten und Nordwesten im Hang verläuft. Nach Osten zu befindet sich eine fast quadratische Vorburg von 25 × 25 m. Diese wird im Süden von dem Berghang begrenzt und ansonsten von einem mäßig hohen Wall umfasst, der von dem äußeren Grabenwall des Kernwerks abzweigt und dann nach Süden abbiegt. Vorgelagert ist ein kleiner Graben, der den Grabenwall des Burgkegels durchstößt. Der nördliche Graben der Vorburg besitzt einen schwachen Randwall von 15 m Länge. An der Nordost-Ecke ist dieser durch eine Erdbrücke unterbrochen. 20 m östlich der Vorburg liegt ein etwa 25 m flacher Wall mit einem vorgelagerten Graben. Die Anlage ist im Süden von einem bis zum Rand des Vorwerks vorgetriebenen Kiesabbau gefährdet.

## Geschichte
1332 werden ein Wolfardus Othalminger und sein Sohn Albert de Schalichsdorf genannt, die hier ein Gut von Kloster Seemannshausen innehatten. Sillaching war der Obmannschaft Rimbach im Amt Mornthal, heute ein Ortsteil von Hebertsfelden, im Landgericht Eggenfelden zugehörig und war dem kurfürstlichen Lehenshof München zugeordnet. Bis 1964 war Sillaching eine eigenständige Gemeinde, danach wurde es nach Falkenberg eingemeindet.